# Pellérd
Pellérd es un pueblo ubicado en el distrito de Pécs, en el condado de Baranya, Hungría.

## Superficie
Posee una superficie de 20,93 kilómetros cuadrados.

## Demografía
Hasta 2019 la población era de 2245 habitantes, con una densidad de población de 107,3 habitantes por kilómetro cuadrado.